# 巣雲山
巣雲山（すくもやま）は静岡県伊豆市と伊東市の境界付近にある火山。頂上部は伊豆市にある。標高は581m。伊豆半島ジオパークのジオサイトの一つ。

## 概要
巣雲山は伊豆東部火山群の約13万2000年前の火山活動によって形成された"巣雲山〜長者原〜高塚山火山列"のスコリア丘である。巣雲山は伊東市のシンボル的存在の大室山火山と同じ種類の火山である。なおどちらも単成火山であり再び噴火することはない。
山名の「すくも」とは稲の籾殻のことを意味し、その昔、巣雲山の西にある長者原の富豪が、この地にたくさんの籾殻を捨て、それが積もって塚となり、ついには山になったとの伝承が残る。
山腹には伊豆スカイラインが通り、富士山方面を見渡せる巣雲山駐車場が設置されている。山頂まで複数の登山道が整備され、最短ルートの巣雲山駐車場からは10分ほどで登頂できる。
戦前には航空灯台が設置されていたことがあり、展望台の前にそれを印した杭がある。近くの伊豆の国市立大仁東小学校や伊東市立宇佐美小学校の校歌には『巣雲山』の名が歌われている。

## 眺望など
山頂は芝地や草地で開けており、展望台も置かれている。

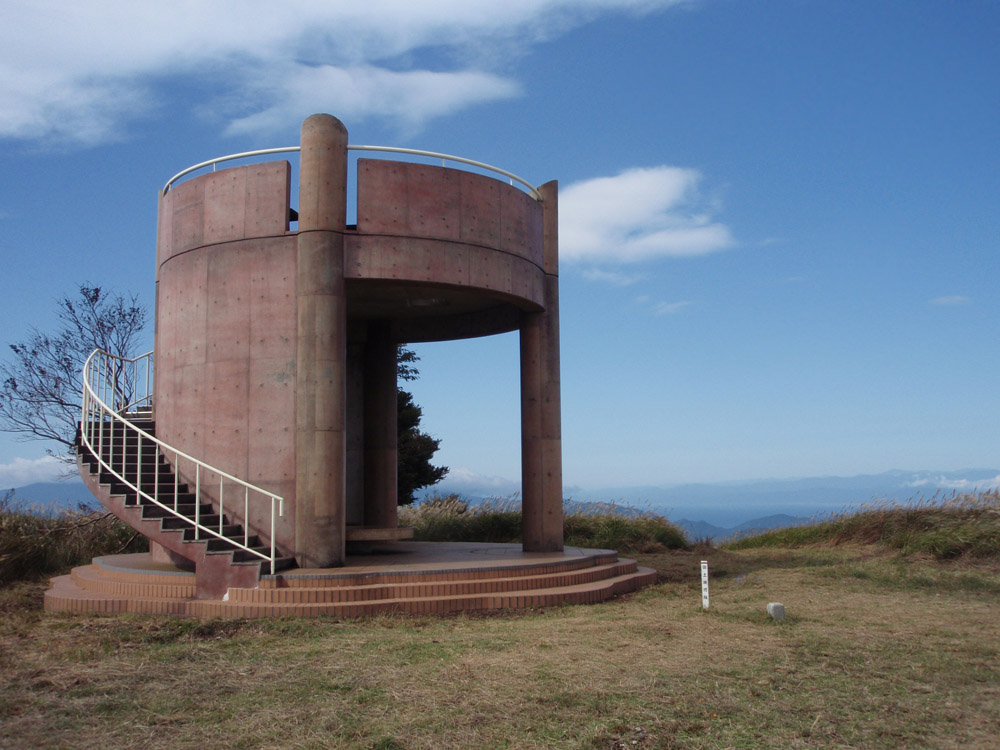
山頂の展望台。
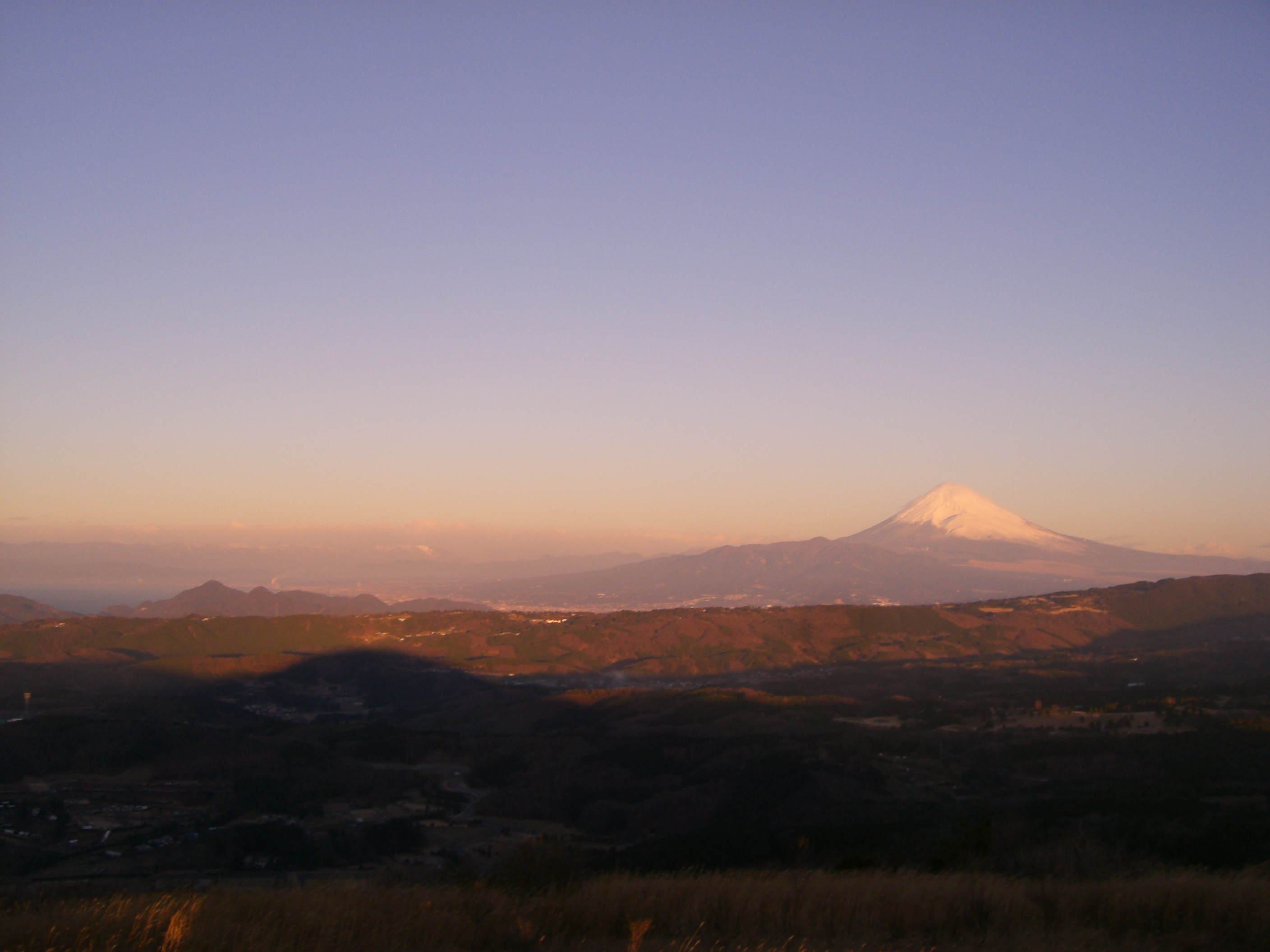
初日の出を背に富士山を望む。
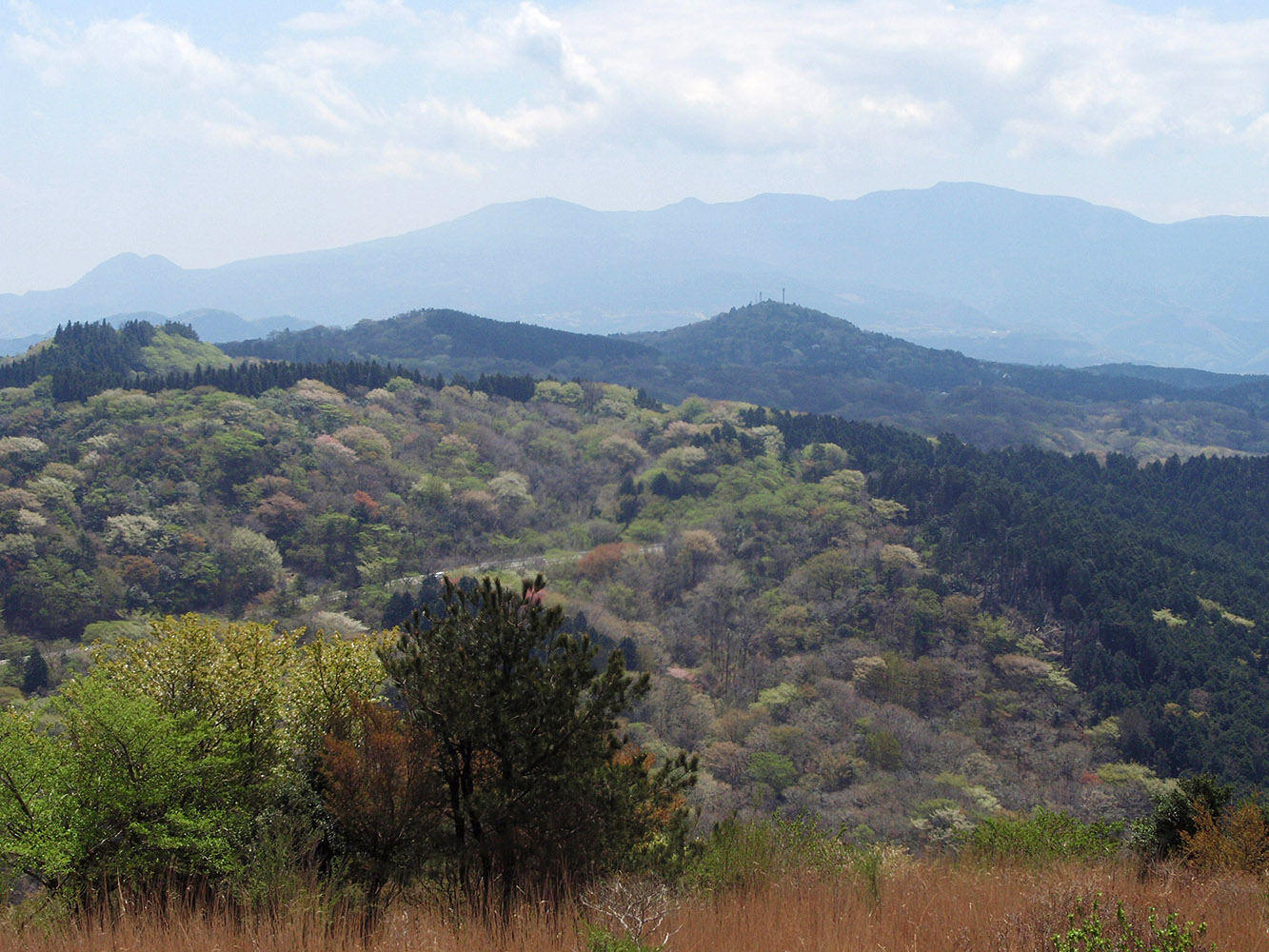
山頂から天城山を望む。

## 登山道
- 伊豆スカイライン巣雲山駐車場のトイレ脇の登山口から徒歩10分程度。
  - 　巣雲山駐車場へは自動車で熱海峠ICから40分、亀石峠ICから5分程度。
- 伊豆の国市長者原地区の公民館横の登山口から徒歩30分程度。
- 伊東線宇佐美駅方面から登山道が2ルート、徒歩数時間。